# Видерман, Херберт
Хе́рберт Ви́дерман (нем. Herbert Wiedermann; 1 ноября 1927, Штайндорф-ам-Оссиахер-Зее) — австрийский гребец-байдарочник, выступал за сборную Австрии на всём протяжении 1950-х годов. Участник трёх летних Олимпийских игр, бронзовый призёр Олимпийских игр в Хельсинки и Мельбурне, чемпион мира, победитель многих регат национального и международного значения.

## Биография
Херберт Видерман родился 1 ноября 1927 года в коммуне Штайндорф-ам-Оссиахер-Зее.
Первого серьёзного успеха на взрослом международном уровне добился в 1950 году, когда попал в основной состав австрийской национальной сборной и побывал на чемпионате мира в Копенгагене, откуда привёз две награды бронзового достоинства, выигранные в эстафете 4 × 500 метров и в зачёте двухместных байдарок на дистанции 500 метров.
Благодаря череде удачных выступлений удостоился права защищать честь страны на летних Олимпийских играх 1952 года в Хельсинки — вместе с напарником Максимилианом Раубом в двойках на тысяче метрах финишировал в финале третьим и завоевал тем самым бронзовую олимпийскую медаль (лучше него на финише были только экипажи из Финляндии и Швеции). Также они с Видерманом стартовали здесь в двойках на десяти километрах, но в решающем заезде пришли к финишу лишь четвёртыми позади Финляндии, Швеции и Венгрии, немного не дотянув до призовых позиций.
Став бронзовым олимпийским призёром, Видерман остался в основном составе гребной команды Австрии и продолжил принимать участие в крупнейших международных регатах. Так, в 1954 году он выступил на мировом первенстве во французском Маконе: выиграл бронзовую медаль в эстафете и одержал победу в десятикилометровой гонке двухместных экипажей. Будучи одним из лидеров австрийской национальной сборной, благополучно прошёл квалификацию на Олимпийские игры 1956 года в Мельбурне — в паре с тем же Максимилианом Раубом вновь участвовал в программе байдарок-двоек на дистанции 1000 метров и снова взял в финале бронзу — на сей раз его обошли экипажи из Объединённой германской команды и СССР.
Последний раз Херберт Видерман представлял Австрию на международной арене в сезоне 1960 года, когда отобрался на Олимпийские игры в Риме, на церемонии открытия нёс знамя своей страны, но завоевать здесь медаль какого-либо достоинства не сумел. В одиночках на тысяче метрах дошёл до полуфинальной стадии, где финишировал шестым, тогда как в эстафете совместно с Вальтером Бухграбером, Херманом Зальцнером и Карлом Ляйтнером не квалифицировался из предварительного раунда и в утешительном заезде стал третьим. Вскоре по окончании этих соревнований принял решение завершить карьеру профессионального спортсмена, уступив место в сборной молодым австрийским гребцам.